# دون موراکو
دون موراکو (انگلیسی: Don Muraco؛ زادهٔ ۱۰ سپتامبر ۱۹۴۹) بازیگر، و کشتی‌گیر کشتی حرفه‌ای اهل ایالات متحده آمریکا است.
از فیلم‌ها یا برنامه‌های تلویزیونی که وی در آن نقش داشته است می‌توان به رسلمانیا ۳ اشاره کرد.
وی همچنین برندهٔ جوایزی همچون تالار شهرت دبلیودبلیوای شده است.